# María Denis
María Denis, seudónimo de María Ester Beomonte (Buenos Aires, 22 de noviembre de 1916 - Roma, 15 de abril de 2004), fue una actriz italiana de origen argentino.

## Biografía
Nacida en Argentina de padres italianos, con tan solo nueve meses fue llevada de regreso a Italia por su madre, quien había quedado sola tras una enfermedad psiquiátrica del esposo. Se establecieron en Roma, donde su madre se casó nuevamente con un oficial de los Carabineros. A los 16 años, mientras cursaba el quinto año del liceo clásico, fue descubierta por el director Pietro Francisci, quien le propuso participar en un cortometraje. A raíz de ese pequeño papel, recibió una oferta de Amleto Palermi para participar en 1933 en un largometraje.
Tras algunos papeles menores (entre ellos el de una joven tímida engañada por un pretendiente mayor en Treno popolare, dirigido en 1933 por Raffaello Matarazzo), en 1934 alcanzó un gran éxito con la película Seconda B de Goffredo Alessandrini, donde interpretó a una estudiante que —con cruel coquetería adolescente— le juega una broma a un profesor ya no tan joven. La película tuvo un enorme éxito, al que siguieron numerosos papeles que le permitieron consolidarse como una diva del cine italiano durante el ventenio fascista. La actriz participó en numerosas comedias del llamado género de los "teléfonos blancos", en las cuales solía interpretar papeles de huérfana, joven sirvienta o maestra rural. Entre las muchas películas de tono ligero en las que fue protagonista se cuentan: Napoli d’altri tempi (1938) de Amleto Palermi, Belle o brutte si sposan tutte... (1939) de Carlo Ludovico Bragaglia y Addio giovinezza! (1940) de Ferdinando Maria Poggioli.
Dotada de gran versatilidad, se distinguió también como actriz dramática, interpretando con gran sensibilidad y refinamiento a la joven ciega en Le due orfanelle (1942) de Carmine Gallone, junto a Alida Valli; a la traidora que muere por un disparo en Abbandono (1940) de Mario Mattoli; a la pobre y humilde sirvienta en Sissignora (1941) de Ferdinando Maria Poggioli, junto a las hermanas Emma e Irma Gramatica y Leonardo Cortese; y a la dulce maestra de escuela primaria que se reencuentra con su hija, a la que creía muerta, en La maestrina de Giorgio Bianchi (1942), junto a Nino Besozzi. También participó en películas de propaganda fascista de notable calidad, como 1860 (1934) de Alessandro Blasetti y L’assedio dell’Alcazar (1940) de Augusto Genina. Se destaca que el período fascista fue su momento de gloria, su era dorada. En ese espacio actuó en 42 películas.

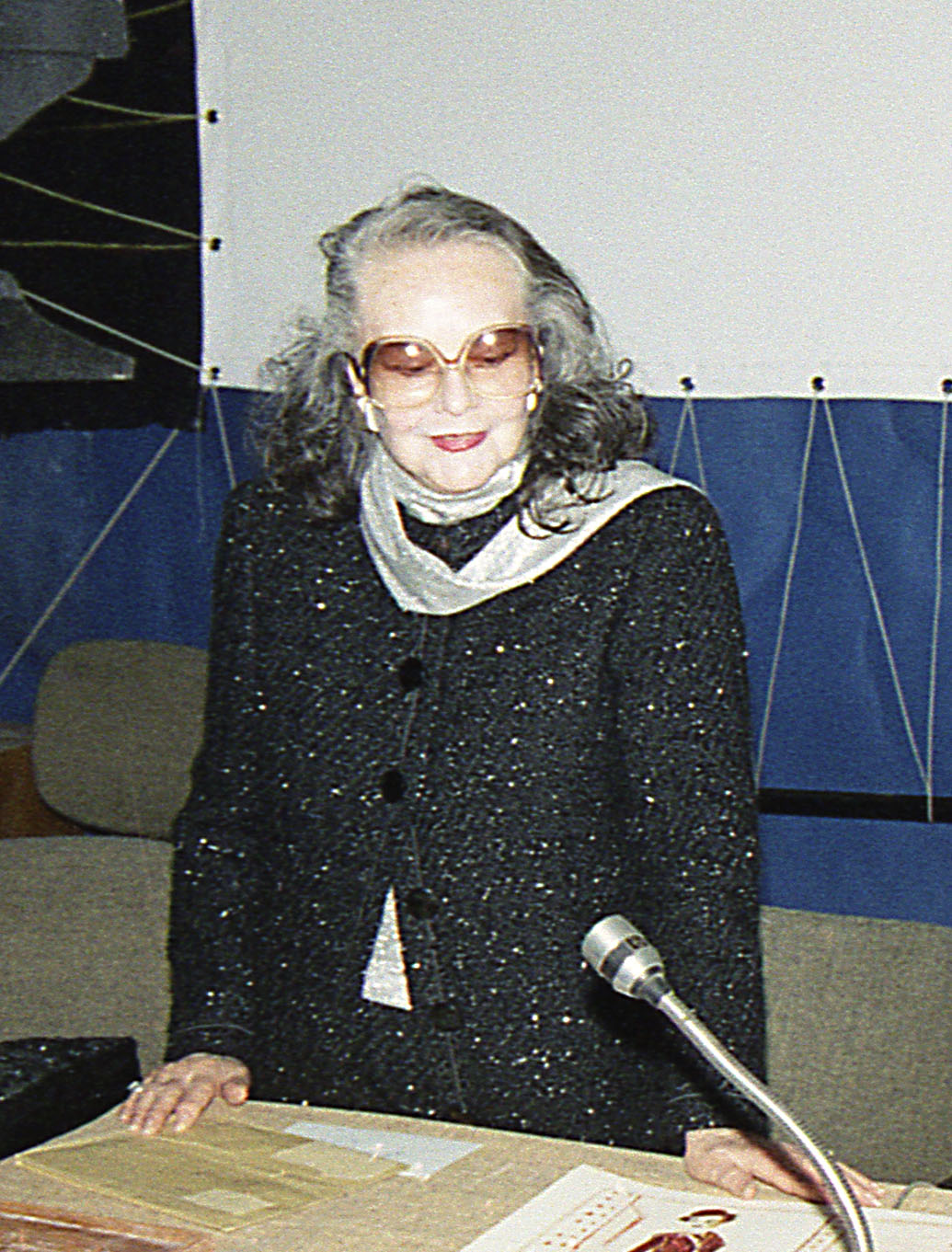
María Denis en el año 2000.

Durante la guerra, para salvar de la cárcel al director Luchino Visconti, la actriz aceptó las atenciones del torturador Pietro Koch. Su relación con Koch dio lugar a sospechas sobre su conducta. El director, que efectivamente participaba en actividades clandestinas de la resistencia milanesa, fue finalmente liberado, pero rompió todo vínculo con Denis, y más adelante negó repetidamente que ella hubiera tenido algún rol en su liberación.

## Posguerra y retiro
En 1946, mientras estaba filmando la película Cronaca nera, fue detenida por la policía y mantenida durante catorce días en la jefatura de policía de Roma, acusada de colaboracionismo y de haber sido amante de Koch, pero fue absuelta inmediatamente al demostrarse su inocencia. Decepcionada y amargada, en los años siguientes espació sus apariciones cinematográficas y, tras una breve participación en la película episódica Tempi nostri (1954) de Alessandro Blasetti, decidió retirarse del cine para dedicarse a su familia, a la poesía y a la pintura.

En 1995 publicó una autobiografía lúcida y desencantada titulada Il gioco della verità, en la que relataba su relación con Visconti y la ingratitud que ella sentía de su parte:
«Visconti no hizo jamás la menor alusión al hecho de que yo le había salvado la vida. Su ingratitud fue mi mayor decepción».
El 18 de octubre de 2000, en Roma, estuvo presente en el Museo Internacional del Cine y del Espectáculo (MICS) durante la presentación de un ciclo de sus películas, ocasión en la que donó al museo varios vestidos utilizados en filmes rodados en los años cuarenta: fue una de sus últimas apariciones públicas.
Murió a causa de una crisis respiratoria, a los 87 años. Está enterrada en el cementerio de Farnese.